# Liste von Denkmälern und Pavillons in Mariánské Lázně
Die Liste von Denkmälern und Pavillons in Mariánské Lázně beinhaltet die wichtigsten Bauten (Denkmäler, Skulpturen, Pavillons, Aussichtspunkte, Brunnen und Fontänen), die in Marienbad errichtet wurden. Ein Teil dieser Bauten steht unter Denkmalschutz.

## Liste von Denkmälern, Pavillons und Brunnen
| Bild                          | Name des Bauwerks (deutsch)                         | Name des Bauwerks (tschech.)                                    | Weg und Lage                  | Bemerkung |
| ----------------------------- | --------------------------------------------------- | --------------------------------------------------------------- | ----------------------------- | --- |
| Denkmäler und Skulpturen      |                                                     |                                                                 |                               | |
|                               | Denkmal Karl Kasper Reitenberger                    | Pomník Karla Kašpara Reitenbergera                              | im Stadtpark (Lage)           | zur Erinnerung an den Abt des Stifts Tepl Karl Kaspar Reitenberger (1779–1860) |
|                               | Denkmal Wenzel Skalik an der Kolonnade              | Památník Václava Skalníka                                       | im Stadtpark (Lage)           | Bildhauer: Vítězslav Eibl (1928–2009) |
|                               | Büste für Dr. Johann Josef Nehr                     | Busta Dr. Johanna Josefa Nehra                                  | im Stadtpark (Lage)           | zur Erinnerung an den Badearzt Johann Josef Nehr (1752–1820) |
|                               | Heidler-Obelisk                                     | Heidlerův obelisk                                               | im Stadtpark (Lage)           | zur Erinnerung an Karl Heidler von Heilborn (1792–1866), Badearzt in Marienbad |
|                               | Gedenkstein an Frédéric Chopin (1960)               | Chopinův kámen                                                  | im Stadtpark (Lage)           | Bildhauer: Karl Otáhal |
|                               | Bronzeskulptur Frauen-Torso (1984)                  | Torzo ženy                                                      | im Stadtpark (Lage)           | Bildhauer: Vítězslav Eibl (1928–2009) |
|                               | Denkmal für General George S. Patton                | Pomník Osvobození Armádou USA                                   | im Stadtpark (Lage)           | zur Erinnerung an die Befreiung durch die Amerikanische Armee unter George S. Patton (1885–1945)                                                                                    |
|                               | Siegesdenkmal der Sowjetarmee über den Faschismus   | Památník "Vítězství Sovětské armády nad fašismem"               | im Stadtpark (Lage)           | Bildhauer: Jan Hánna (1976) |
|                               | Bronzedenkmal Johann Wolfgang von Goethe            | Bronzový pomník Johanna Wolfganga von Goetha                    | Goethovo náměstí (Lage)       | urspr. Goethe-Denkmal von 1932, im Jahr 1945 zerstört, seit 1993 Denkmal von Vítězslav Eibl                                                                                         |
|                               | Denkmal für MUDr. Samuel Basch                      | Monument MUDr. Samuel Basch                                     | Goethovo náměstí (Lage)       | zur Erinnerung an den Arzt Samuel Basch (1837–1905) |
|                               | Skulptur „Gärtner“ (1986)                           | Plastika "Zahradník" v lázeňském parku                          | Goethovo náměstí (Lage)       | Bildhauer: Vítězslav Eibl (1928–2009) |
|                               | Goethe und die Muse                                 | Sousoší Goethe a Múza                                           | im Martinspark (Lage)         | Goethe mit Ulrike von Levetzow (1804–1899), Bildhauer: Heinrich Drake (1903–1994)                                                                                                   |
|                               | Gedenkstein für Václav Beneš Třebízský              | Pamětní kámen Václava Beneše Třebízského                        | im Martinspark (Lage)         | [ 13 ] |
|                               | Statue Frühling                                     | Socha Jaro                                                      | Ferdinandspark (Lage)         | Bildhauer: Vítězslav Eibl (1928–2009) |
|                               | Skulptur Vier Jahreszeiten (1957)                   | Roční doby                                                      | Park Střed (Lage)             | Bildhauer: Zdeněk Šimek (1927–1970) |
|                               | Büste von Wenzel Skalnik                            | Busta Václava Skalíka                                           | Hlavní třída (Lage)           | Bildhauer: Josef Bezděk (1906–1971) |
|                               | Denkmal zur zerstörten Synagoge                     | Pomník bývalé synagogy                                          | Hlavní třída (Lage)           | im Park Mitte, zur Erinnerung an die jüdischen Bewohner von Marienbad und die 1938 zerstörte Synagoge                                                                               |
|                               | Denkmal Franz Joseph I. und Edward VII. (2014)      | Sochy Františka Josefa I. a Edwarda VII.                        | Masarykova (Lage)             | zur Erinnerung an das Treffen der Monarchen (1906), Bildhauer: Vítězslav Eibl |
|                               | Nepomukstatue                                       | Socha sv. Jana Nepomuckého                                      | Reitenbergerova (Lage)        | [ 19 ] |
|                               | Mutter mit Kind                                     | Matka s dítětem                                                 | U nemocnice (Lage)            | Skulptur im Bezruč-Park, Bildhauer: Vítězslav Eibl (1928–2009) |
|                               | Büste Miroslav Horníček                             | Busta Miroslava Horníčka                                        | Chopinova 393/6 (Lage)        | zur Erinnerung an den Schriftsteller Miroslav Horníček (1918–2003) am Haus Svoboda                                                                                                  |
| Pavillons und Aussichtspunkte |                                                     |                                                                 |                               | |
|                               | Pavillon an der Carola-Aussicht (1875)              | Přístřešek vyhlídka Karola                                      | Třebízského (Lage)            | errichtet 1875, erneuert 2005, benannt nach der Königin Carola von Sachsen (1833–1907), Ehefrau von König Friedrich August II. von Sachsen                                          |
|                               | Aussichtspunkt Friedrichstein                       | Vyhlídka Fridrichštejn - Bedřichův kámen                        | Karlovarská (Lage)            | in der Kleinen Schweiz am Dvořák-Weg (Dvořákova stezka), benannt nach König Friedrich August II. von Sachsen (1797–1854)                                                            |
|                               | Pavillon an der Friedrich-Wilhelm-Höhe              | Výšina Bedřicha Viléma                                          | Žižkův vrch (Lage)            | auf dem Žižkův vrch (748 m), benannt nach dem König Friedrich Wilhelm IV. von Preußen (1795–1861)                                                                                   |
|                               | Clementso-Aussicht (Clementso-Ruhebank)             | Clementsova vyhlídka                                            | Dvořákova stezka (Lage)       | am Dvořák-Weg (Dvořákova stezka), benannt nach Ambros Alfred Clementso (1831–1900), Abt des Stifts Tepl                                                                             |
|                               | Mecséry-Aussicht                                    | Mecséryho vyhlídka                                              | Královská cesta (Lage)        | benannt nach Karl Mecséry von Tsoor (1804–1885), von 1850 bis 1860 Statthalter von Böhmen                                                                                           |
|                               | Prinzessin Amalias Ruhebank bzw. Belvedere-Aussicht | Odpočívadlo princezny Amalie – Amáliina vyhlídka Belvedere      | am Weg zum Žižkův vrch (Lage) | benannt nach der Herzogin Charlotte Amalie von Sachsen-Meiningen (1751–1827), Herzogin von Sachsen-Gotha-Altenburg                                                                  |
|                               | Štefanina výšina                                    | Stefanien-Höhe am Žižkův vrch                                   | Žižkův vrch (Lage)            | benannt nach der Kronprinzessin Stephanie von Österreich (1864–1945) |
|                               | Marienkapelle, genannt Laska-Kapelle                | Kaplička Lasky                                                  | Chopinova (Lage)              | unter Denkmalschutz, erbaut 1909 von Josef Forberich, benannt nach dem Stifter Julius Laska, Theaterdirektor in Marienbad                                                           |
|                               | Karlskreuz                                          | Karlův kříž                                                     | Dusíkova (Lage)               | errichtet um 1818 vom Abt Karl Kaspar Reitenberger (1779–1860), 2006 erneuert |
|                               | Goethes Ruhesitz                                    | Goethovo odpočívadlo                                            | Edwardowa cesta (Lage)        | Sandstein-Obelisk mit zwei Bänken zur Erinnerung an Johann Wolfgang von Goethe (1749–1832), der sich von 1821 bis 1823 dreimal in Marienbad aufhielt, errichtet 1849, erneuert 1999 |
|                               | Ehem. Franzensstein                                 | Pomník Milénia – byv. Františkův kámen                          | Dvořákova stezka (Lage)       | jetzt Jahrtausendstein am Dvořákova stezka, erneuert 1999/2000 |
|                               | Waldstein-Denkmal                                   | Waldštejnův monument                                            | Goethova cesta (Lage)         | errichtet 1836 zur Erinnerung an Graf Ernst Philipp Graf von Waldstein und Wartenberg (1764–1832), gestorben in Marienbad                                                           |
|                               | Kriegerdenkmal 1. Weltkrieg                         | Památník padlých v 1. světové válce                             | Goethova cesta (Lage)         | im Wald am geologischen Lehrpfad oberhalb vom Hotel Reitenberger |
|                               | Hirtenruhe                                          | Pastýřské odpočívadlo                                           | am Kamzík (Lage)              | errichtet um 1847 mit Aussichtspavillon |
|                               | Prelátův pramen                                     | Pavillon Prälatenquelle in Mariánské Lázně-Úšovice (Auschowitz) | Dobrovského (Lage)            | |
|                               | Antoníčkův pramen                                   | Pavillon Antoniusquelle in Mariánské Lázně-Úšovice              | Palackého (Lage)              | |
|                               | Medvědí pramen                                      | Pavillon Bärenquelle                                            | (Lage)                        | |
|                               | Vyhlídková plošina                                  | Neue Aussicht (720 m)                                           | (Lage)                        | neue hölzerne Aussichtsplattform am Lehrpfad NS Lázeňské lesy |
|                               | Aussichtsturm Hamelika                              | Rozhledna Hamelika                                              | Edwardowa cesta (Lage)        | errichtet 1876 von Friedrich Zickler auf der Kaiserhöhe |
|                               | Ehem. Café Forstwarte mit Aussichtsturm             | Rozhledna Kamzík                                                | Kamzík (Lage)                 | Aussichtsturm auf dem Berg Kamzík (750 m) |
| Brunnen und Fontänen          |                                                     |                                                                 |                               | |
|                               | Jubiläumsbrunnen                                    | Jubilejní kašna                                                 | Mírové náměstí (Lage)         | |
|                               | Singende Fontäne                                    | Zpívající fontána                                               | im Stadtpark (Lage)           | |
|                               | Brunnen hinter dem Kreuzbrunnen                     | Kašna                                                           | Masarykova (Lage)             | |
|                               | Brunnen an der Karolinen-Kolonnade                  | Fontána před Karolínskou kolonádou                              | Ferdinandspark (Lage)         | |
|                               | Teich mit Springbrunnen und Wassernixe              | Jezírko s vodotryskem                                           | im Stadtpark (Lage)           | Bildhauer: Zdeněk Šimek (1927–1970) |
|                               | Springbrunnen im Teich                              | Fontána                                                         | im Stadtpark (Lage)           | |
|                               | Barock-Brunnen                                      | Barokní kašna                                                   | Goethovo náměstí (Lage)       | |
|                               | Brunnen im Bezruč-Park                              | Pramen                                                          | Hlavní třída (Lage)           | |